# Heiligkreuzkirche (Oberstetten)

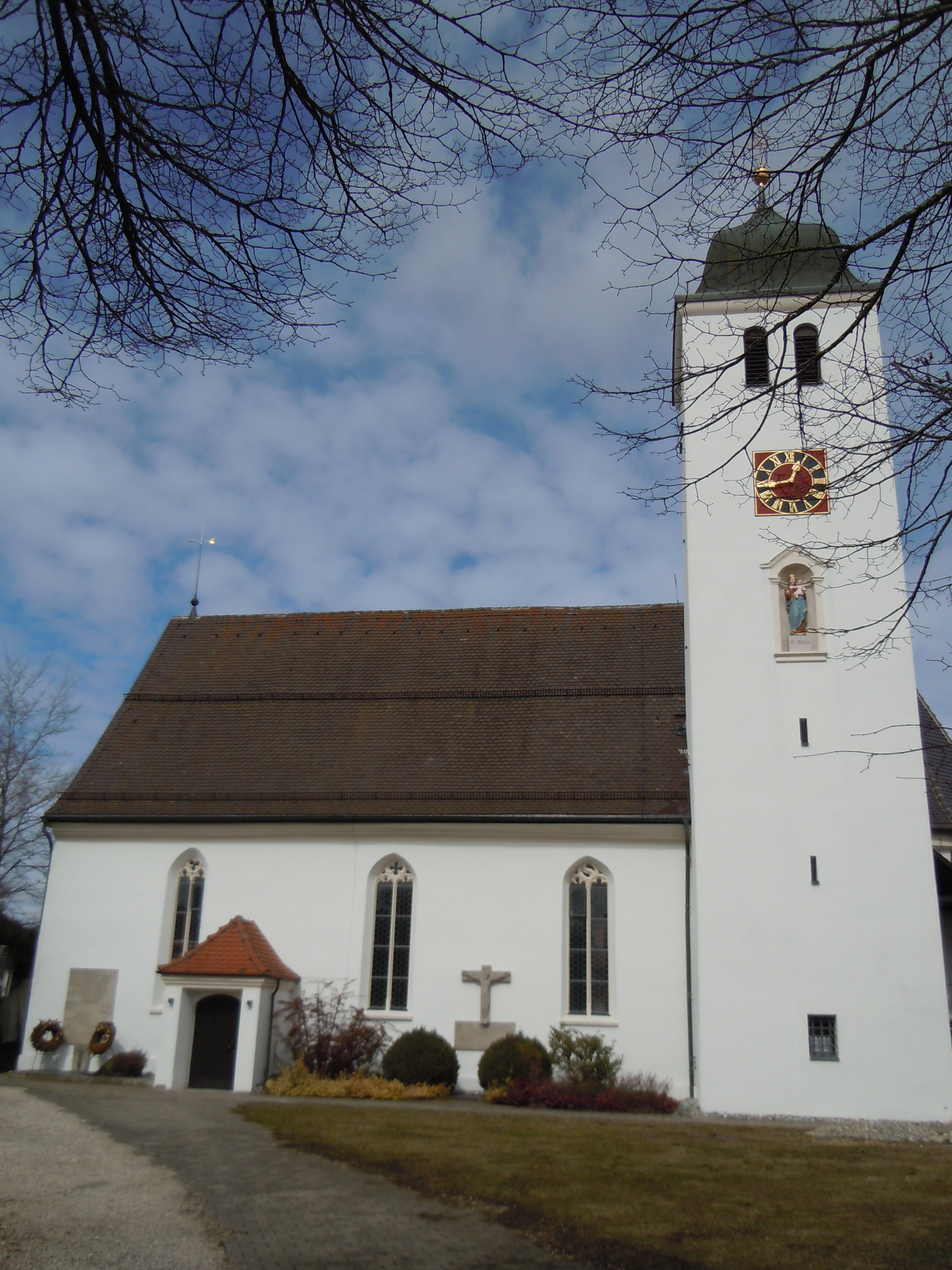
Heiligkreuzkirche in Oberstetten

Die römisch-katholische  Heiligkreuzkirche, eine Pfarrkirche im Dekanat Reutlingen-Zwiefalten der Diözese Rottenburg-Stuttgart, steht im Ortsteil Oberstetten der Gemeinde Hohenstein im Landkreis Reutlingen von Baden-Württemberg. Das Bauwerk ist beim Landesamt für Denkmalpflege Baden-Württemberg als Baudenkmal eingetragen.

## Beschreibung
Die Saalkirche wurde 1534 errichtet. Sie besteht aus einem Langhaus und einem eingezogenen, dreiseitig geschlossenen Chor im Osten. Der um 1700 mit einer Glockenhaube bedeckte Chorflankenturm an der Südwand des Chors beherbergt im obersten Geschoss den Glockenstuhl, im Geschoss darunter die Turmuhr. Unterhalb des Zifferblattes an der Südseite steht in einer Nische die Statuette eines Marienbildnisses.
Der Innenraum des Langhauses ist mit einer Flachdecke überspannt. An der südlichen Wand befindet sich eine Statue der heiligen Anna, ein Spätwerk von Johann Joseph Christian. Im Innenraum des Chors wurde die Flachdecke um 1920 bemalt. Die Orgel wurde 1891 von der Giengener Orgelmanufaktur Gebr. Link gebaut.